# Крахмалёв, Михаил Константинович
Михаи́л Константи́нович Крахмалёв (26 октября (7 ноября) 1917, слобода Николаевская, Астраханская губерния — 17 сентября 1977, Брянск) — советский партийный и государственный деятель, первый секретарь Брянского обкома КПСС (1960—1977).

## Биография
Родился в русской крестьянской семье. В 1934 году окончил Саратовский автодорожный техникум, после чего работал дорожным техником в Саратове, служил в РККА. В 1938—1939 годах был секретарём Саратовского городского, затем — областного комитета ВЛКСМ.
В 1939—1942 годах учился в Высшей партийной школе при ЦК ВКП(б), по окончании которой находился на партийной работе: заведовал сектором кадров Тамбовского областного комитета ВКП(б) (1942—1943), затем был первым секретарём Ламского районного комитета ВКП(б), заведовал отделом Тамбовского областного комитета ВКП(б).
В 1948 году был избран вторым, в апреле 1951 года — первым секретарём Тамбовского областного комитета ВКП(б).
В 1952—1954 годах являлся инспектором ЦК ВКП(б) / КПСС.
В 1954—1960 годы — первый секретарь Белгородского, c 1960 года до конца жизни — первый секретарь Брянского областного комитета КПСС (в 1963—1964 — Брянского сельского областного комитета КПСС).
Избирался делегатом XX, XXI, XXII, XXIII, XXIV, XXV съездов КПСС, где избирался кандидатом в члены ЦК (1956—1961) и членом ЦК КПСС (1961—1977).
Депутат (от Белгородской, Брянской областей) Совета Союза Верховного Совета СССР 4—9-го созывов (1954—1979).
Похоронен в Брянске.

## Награды и звания
Награждён четырьмя орденами Ленина.

## Память
Именем М. К. Крахмалёва названа улица в Брянске (до 1977 — Магистральная).